# アクレイム・エンタテインメント
アクレイム・エンタテインメント（Acclaim Entertainment）は、かつて存在したアメリカ合衆国のソフトウェアメーカー。

## 概要
1987年創立。当初はまだアメリカではほとんどサードパーティーが参入していなかった任天堂のNintendo Entertainment System（NES）向けのゲームソフト開発を手がけた。その中でも同社は映画等とタイアップしたゲームの開発に着目し、映画原作のゲームを多数発表して、NESのサードパーティーの中でも有力な存在にのし上がった。さらに1994年には1989年創業の新興コミック出版社ヴァリアントコミックを買収してコミック部門「アクレイムコミック」とし、同社が版権を持つコミックキャラクターを主人公としたゲームを制作することでさらに売上を伸ばした。
1990年代に入ると、SEGAがGENESISを、任天堂がSuper Nintendo Entertainment System（SNES）を発売するなど、家庭用ゲーム機市場が16bit機に移行し始めゲーム機の性能が向上したことから、同社では今度はその向上した性能を生かすべくスポーツゲームに着目。プロバスケットボールのNBAやプロレス団体のWWF（当時。現・WWE）などと契約してゲーム化権を取得し、これもまたヒットを記録した。1990年代後半に入ると今度はモーションキャプチャ技術を活用し、同社が得意とする映画タイアップ物やスポーツゲーム等にその技術を応用。リアルな人の動きを再現したそれらのゲームもまた人気を呼んだ。
これらのゲームは米国以外に欧州や日本などにも輸出され、一時は社員が400人を超える規模に成長。米国でも大手ゲームソフト会社の一角を占める存在となった。この頃になると自社開発のゲーム以外に他社が開発したゲームのパブリッシャーとしての業務も手広く行うようになっており、日本では『Dの食卓』のセガサターン・プレイステーション版などの販売を行ったことで名前が知られるようになる。
しかし21世紀に入ってからはめぼしいヒット作に乏しく、資金繰りが行き詰まり2004年8月に破産を申請、全従業員を解雇して事業を停止した。
その後投資会社が「アクレイム」の社名を取得したと報じられ、現在はMMORPGなどを手がけるアクレイム・ゲームズ（Acclaim Games）に商標等が引き継がれている状態となっている。
アクレイムおよびアクレイムジャパンの知的財産のほとんどは、2006年頃にThrowback Entertainmentが取得した。

## 論争
経営悪化から倒産までの間、アクレイムはイギリスでの事業や宣伝の仕方について批判されることが何度かあった。たとえば、en:Turok: Evolutionの宣伝の一環として、自分の子にトゥロックと名付けたイギリスの夫婦に6000ポンドを贈るという約束があったほか、en:Shadow Man: 2econd Comingの宣伝の際には実際の墓地の敷地の一角を購入するという計画もたてられていた。
また、アメリカでも、かつてのパートナーらが分け前について不服を申し立てて裁判沙汰になっていたほか、オルセン姉妹からも著作権使用料の不払いについて訴訟を起こしていた。
BMXシリーズ最終作であるBMX XXXは売上を強化するため、性的な要素（例：ムービーでストリッパーや裸の女性ライダーら登場する）が導入されたが、同時期にアクレイムから発売された他作品同様売り上げは思わしくなく、かえって性的な要素と貧相なゲームシステムが嘲笑の的にされてしまった。BMXシリーズのタイトルキャラクターを務めたBMXライダーのデイヴ・ミラも「ヌードを入れろと言った覚えはないし、この作品は自分と関係ない」と述べており、自分がBMX XXXと関連付けられる懸念を払拭すべくアクレイムを訴えた。
アクレイムの財務報告書が誤解を招いたとして、アクレイムは投資家からも訴えられたことがあった。
Sculptured Softwareが買収されアクレイム・スタジオ・ソルトレークシティに名を変えてから2年後の1997年、従業員から「契約により従業員の雇用は確実に保証され、株式も受け取れるはずだったのに、ソルトレークシティ・スタジオの従業員の半数を解雇したのは契約違反ではないか」と申し立てがあった。
この突然の一時解雇により、従業員は解雇を受け入れて手当を受け取るか（一時解雇直後から数週間の間は何度か別の意味で受け止められていた）か、本当に解雇するか、ほかの債権者のところへ行くか、あるいは訴訟を起こして解雇手当を受け取るのをあきらめるか、のどれかを選ばざるを得なかった。2007年、一連の訴訟が終審し、投資家側が勝訴し、従業員たちには株式の一部が戻ることとなった。

## 関わったゲーム一覧
| 株式会社アクレイムジャパンのソフト                                               | 株式会社アクレイムジャパンのソフト | 株式会社アクレイムジャパンのソフト                                                                  |
| 作品名                                                                           | 発売日                             | プラットフォーム                                                                                    |
| -------------------------------------------------------------------------------- | ---------------------------------- | --------------------------------------------------------------------------------------------------- |
| ラップトップチェス                                                               | 1989年                             | PC98シリーズ                                                                                        |
| ブロックアウト                                                                   | 1991年                             | PC98シリーズ                                                                                        |
| ミグレイン                                                                       | 1991年                             | ゲームボーイ、PC98シリーズ、ファミリーコンピュータ（未発売）                                        |
| バランス オブ プラネット                                                         | 1992年                             | PC98シリーズ                                                                                        |
| エルヴァイラ                                                                     | 1992年                             | PC98シリーズ                                                                                        |
| クリスティーワールド                                                             | 1992年                             | スーパーファミコン                                                                                  |
| WWFスーパーレッスルマニア                                                        | 1992年                             | スーパーファミコン                                                                                  |
| エイリアン3                                                                      | 1993年 1994年                      | ゲームボーイ、スーパーファミコン、ゲームギア                                                        |
| バートのサバイバルキャンプ                                                       | 1993年                             | ゲームボーイ                                                                                        |
| モータルコンバット 神拳降臨伝説 モータルコンバット 完全版                        | 1993年 1994年                      | ゲームボーイ、ゲームギア、メガドライブ、 メガCD、スーパーファミコン                                 |
| NBAオールスターチャレンジ                                                        | 1993年                             | スーパーファミコン                                                                                  |
| NBAオールスターチャレンジ2                                                       | 1993年                             | ゲームボーイ                                                                                        |
| MVPベースボール                                                                  | 1993年                             | スーパーファミコン、ゲームボーイ                                                                    |
| スーパーハイインパクト                                                           | 1993年                             | スーパーファミコン                                                                                  |
| バートの不思議な夢の大冒険                                                       | 1993年                             | スーパーファミコン                                                                                  |
| WWFロイヤルランブル                                                              | 1993年 1994年                      | スーパーファミコン、メガドライブ                                                                    |
| チャンピオンズワールドクラスサッカー                                             | 1994年                             | スーパーファミコン、メガドライブ                                                                    |
| モータルコンバットII 究極神拳 モータルコンバットII 完全版                        | 1994年 1995年 1996年               | ゲームボーイ、スーパーファミコン、メガドライブ、スーパー32X、 ゲームギア、セガサターン、PlayStation |
| NBAジャム                                                                        | 1994年                             | スーパーファミコン、ゲームギア、メガドライブ、メガCD                                                |
| ナイジェルマンセル・インディカー                                                 | 1994年                             | スーパーファミコン、メガドライブ                                                                    |
| ロボコップ3                                                                      | 1994年                             | ゲームギア                                                                                          |
| スマッシュT.V.                                                                   | 1994年                             | ゲームギア                                                                                          |
| マキシマム・カーネイジ                                                           | 1994年                             | メガドライブ                                                                                        |
| T-2 ザ・アーケードゲーム                                                         | 1994年                             | ゲームボーイ、スーパーファミコン、ゲームギア、メガドライブ                                          |
| T2 ジャッジメントディ                                                            | 1994年                             | ゲームギア                                                                                          |
| アダムス・ファミリー                                                             | 1994年                             | ゲームギア                                                                                          |
| クラッシュ・ダミー 〜Dr.ザブを救い出せ〜 クラッシュ・ダミー スリック坊やの大挑戦 | 1994年                             | スーパーファミコン、ゲームギア                                                                      |
| ザ・シンプソンズ バートのジャックと豆の木                                        | 1994年                             | ゲームボーイ                                                                                        |
| バートワールド                                                                   | 1994年                             | ゲームギア                                                                                          |
| バーチャルバート                                                                 | 1994年 1995年                      | スーパーファミコン、メガドライブ                                                                    |
| WWF キングオブリング                                                             | 1994年                             | セガサターン、PlayStation                                                                           |
| WWFマニア・ツアー                                                                | 1994年                             | メガCD                                                                                              |
| バットマン フォーエヴァー                                                        | 1995年 1996年                      | スーパーファミコン、ゲームボーイ、メガドライブ、ゲームギア スーパー32X（未発売）                    |
| コープス・キラー                                                                 | 1995年                             | 3DO                                                                                                 |
| フォアマン フォーリアル                                                          | 1995年                             | スーパーファミコン、ゲームボーイ、メガドライブ、ゲームギア                                          |
| ビッグハート ベースボール                                                        | 1995年 1996年                      | スーパーファミコン、セガサターン、PlayStation                                                       |
| ジャッジ・ドレッド                                                               | 1995年                             | スーパーファミコン、ゲームボーイ、メガドライブ                                                      |
| ジャスティスリーグ                                                               | 1995年                             | スーパーファミコン、メガドライブ                                                                    |
| 大物ブラックバスフィッシング 人造湖編                                            | 1995年                             | スーパーファミコン                                                                                  |
| NBAジャム トーナメントエディション                                               | 1995年                             | スーパーファミコン、ゲームボーイ、メガドライブ、スーパー32X、 ゲームギア、セガサターン、PlayStation |
| NFLクォーターバッククラブ'95                                                     | 1995年                             | スーパーファミコン、ゲームボーイ、メガドライブ、スーパー32X、 ゲームギア、セガサターン、PlayStation |
| スターゲート                                                                     | 1995年                             | スーパーファミコン、ゲームギア、ゲームボーイ （未発売）                                             |
| サプリーム・ウォリアー                                                           | 1995年                             | 3DO                                                                                                 |
| トゥルーライズ                                                                   | 1995年                             | スーパーファミコン、メガドライブ、ゲームギア                                                        |
| ウォーロック                                                                     | 1995年                             | スーパーファミコン                                                                                  |
| ウルヴァリン                                                                     | 1995年                             | スーパーファミコン                                                                                  |
| WWFロウ                                                                          | 1995年                             | メガドライブ、スーパー32X                                                                           |
| エイリアントリロジー                                                             | 1996年                             | セガサターン、PlayStation                                                                           |
| Dの食卓                                                                          | 1996年                             | セガサターン、PlayStation                                                                           |
| アイアンマン/XOマノワー                                                          | 1996年                             | セガサターン、PlayStation                                                                           |
| NFLクォーターバッククラブ'96                                                     | 1996年                             | スーパーファミコン、セガサターン                                                                    |
| NFLクォーターバッククラブ'97                                                     | 1996年                             | セガサターン                                                                                        |
| ナンバーズパラダイス                                                             | 1996年                             | スーパーファミコン                                                                                  |
| レボリューションX                                                                | 1996年                             | スーパーファミコン、セガサターン、PlayStation                                                       |
| ライズオブザロボット2                                                            | 1996年                             | セガサターン、PlayStation                                                                           |
| ストライカー'96                                                                  | 1996年                             | セガサターン                                                                                        |
| バーチャフォトスタジオ                                                           | 1996年                             | セガサターン                                                                                        |
| レッスルマニア・ジ・アーケードゲーム                                             | 1996年                             | スーパーファミコン、セガサターン、PlayStation                                                       |
| イエロー・ブリック・ロード                                                       | 1996年                             | セガサターン、PlayStation                                                                           |
| バットマンフォーエヴァー・ジ・アーケードゲーム                                   | 1997年                             | アーケード（ST-V）、セガサターン、PlayStation                                                       |
| CRW/カウンターレボリューション・ウォー                                           | 1997年                             | PlayStation                                                                                         |
| エクストリームG                                                                  | 1997年                             | NINTENDO 64                                                                                         |
| NBA JAM エクストリーム                                                           | 1997年                             | PlayStation                                                                                         |
| スコーチャー                                                                     | 1997年                             | セガサターン                                                                                        |
| スペース・ジャム                                                                 | 1997年                             | セガサターン、PlayStation                                                                           |
| スターボーダーズ                                                                 | 1997年                             | PlayStation                                                                                         |
| ザ・クロウ                                                                       | 1997年                             | セガサターン、PlayStation                                                                           |
| 時空戦士テュロック                                                               | 1997年                             | NINTENDO64                                                                                          |
| WWF イン ユア ハウス                                                             | 1997年                             | セガサターン、PlayStation                                                                           |
| ブレインドレイン                                                                 | 1998年                             | ゲームボーイ                                                                                        |
| コマンド&コンカーコンプリート                                                    | 1998年                             | PlayStation                                                                                         |
| エクストリームG2                                                                 | 1998年                             | NINTENDO64                                                                                          |
| ファンタスティック・フォー                                                       | 1998年                             | PlayStation                                                                                         |
| イギーくんのぶら²ぽよん                                                          | 1998年                             | NINTENDO64                                                                                          |
| モータルコンバット&モータルコンバットII                                          | 1998年                             | ゲームボーイ                                                                                        |
| タイムコマンドー                                                                 | 1998年                             | セガサターン                                                                                        |
| フォーセイケン                                                                   | 1999年                             | PlayStation、NINTENDO64（未発売）                                                                   |
| ジェレミーマクグラススーパークロス98                                             | 1999年                             | PlayStation                                                                                         |
| バイオレンスキラー TUROK NEW GENERATION                                          | 1999年                             | NINTENDO64                                                                                          |
| ATV：クアッドパワーレーシング                                                    | 2000年                             | PlayStation                                                                                         |
| アーモリンズ                                                                     | 2000年                             | PlayStation                                                                                         |
| RCリベンジ                                                                       | 2000年                             | PlayStation                                                                                         |
| リボルト                                                                         | 2000年                             | PlayStation、ドリームキャスト、NINTENDO64（未発売）                                                 |
| オールスターベースボール2002                                                     | 2001年                             | PlayStation 2                                                                                       |
| デイブ・ミラ フリースタイルBMX                                                   | 2001年                             | PlayStation                                                                                         |
| RC リベンジ Pro                                                                  | 2001年                             | PlayStation 2                                                                                       |
| スピリットオブスピード1937                                                       | 2001年                             | ドリームキャスト                                                                                    |
| オールスターベースボール2003                                                     | 2002年                             | PlayStation 2、Xbox、ニンテンドー ゲームキューブ                                                    |
| エイティーン・ホイーラー                                                         | 2002年                             | PlayStation 2、ニンテンドーゲームキューブ                                                           |
| エクストリームG3                                                                 | 2002年                             | PlayStation 2、ニンテンドーゲームキューブ                                                           |
| ズーキューブ                                                                     | 2002年                             | ニンテンドーゲームキューブ、ゲームボーイアドバンス                                                  |

| Acclaim Entertainmentのソフト(アルファベット順) | Acclaim Entertainmentのソフト(アルファベット順) | Acclaim Entertainmentのソフト(アルファベット順)        |
| 作品名                                          | 発売日                                          | プラットフォーム                                       |
| ----------------------------------------------- | ----------------------------------------------- | ------------------------------------------------------ |
| w:AFL Live 2004                                 | 2003                                            | PC, PS2, Xbox                                          |
| w:AFL Live 2004                                 | 2003                                            | PC, PS2, Xbox                                          |
| w:AFL Live Premiership Edition                  | 2004                                            | PC, PS2, Xbox                                          |
| Alias                                           | 2004                                            | PC, PS2, Xbox, 携帯電話                                |
| w:All-Star Baseball                             |                                                 | PS, PS2, N64, Xbox, GC                                 |
| w:ATV Quad Power Racing 2                       | 2003                                            | PS2, Xbox, GameCube, GBA                               |
| w:Aggressive Inline                             | 2002                                            | PS2, Xbox, GameCube, GBA                               |
| Batman & Robin                                  | 1998                                            | PlayStation                                            |
| w:Blast Lacrosse                                | 2001                                            | PS                                                     |
| w:BMX XXX                                       | 2002                                            | Xbox, GC, PS2                                          |
| Bubble Bobble featuring Rainbow Islands         | 1995                                            | セガサターン, PlayStation                              |
| バーンアウト                                    | 2001年 (PS2) 2002年 (GC/Xbox)                   | PS2/GC/Xbox                                            |
| BURNOUT2 POINT OF IMPACT                        | 2002年 (PS2) 2003年 (GC/Xbox)                   | PS2/GC/Xbox                                            |
| パズルボブル2                                   | 1997                                            | セガサターン、PlayStation、NINTENDO64                  |
| Constructor                                     | 1997                                            | PC, PS                                                 |
| Crazy Taxi                                      | 2001                                            | PS2, GC                                                |
| ダライアス外伝                                  | 1996                                            | セガサターン                                           |
| en:Dave Mirra Freestyle BMX 2                   | 2001                                            | PS2, GC, Xbox, ゲームボーイアドバンス                  |
| en:Dave Mirra Freestyle BMX 3                   | 2002                                            | ゲームボーイアドバンス                                 |
| ダブルドラゴンII ザ・リベンジ                   | 1989                                            | NES                                                    |
| Double Dragon III: The Sacred Stones            | 1990                                            | NES                                                    |
| Double Dragon II                                | 1991                                            | ゲームボーイ                                           |
| Double Dragon 3: The Arcade Game                | 1992                                            | ゲームボーイ                                           |
| ECW Anarchy Rulz                                | 1999                                            | PS, Dreamcast                                          |
| w:ECW Hardcore Revolution                       | 1998                                            | PS, N64, Dreamcast, GBC                                |
| w:XGRA: Extreme-G Racing Association            | 2004                                            | PS2, GC, Xbox                                          |
| w:Fur Fighters                                  | 2000 (DC, PC) 2001 (PS2)                        | Dreamcast, Windows, PS2                                |
| w:Gladiator: Sword of Vengeance                 | 2003                                            | PS2, Xbox, PC                                          |
| Juiced（発売中止）                              | 2004                                            | PC, PS2, Xbox, GC                                      |
| w:Jupiter Strike                                | 1995                                            | PS                                                     |
| w:Legends of Wrestling                          | 2001 (PS2) 2002 (Xbox, GC)                      | PS2, Xbox, GC                                          |
| w:Legends of Wrestling II                       | 2002                                            | PS2, Xbox, GC                                          |
| Marvel's X-Men                                  |                                                 | NES                                                    |
| Machines                                        | 1999                                            | PC                                                     |
| Othello                                         | 1988                                            | NES                                                    |
| Paris-Dakar Rally                               | 2001                                            | PC, PS2                                                |
| Paris-Dakar 2: The World's Ultimate Rally       | 2003                                            | PS2, Xbox, GC                                          |
| w:World Championship Rugby                      |                                                 | PC, PS2, Xbox                                          |
| Shadowman                                       | 1999                                            | N64, PS, PC, ドリームキャスト                          |
| Shadowman: 2econd Coming                        | 2001                                            | PS2                                                    |
| w:Showdown: Legends of Wrestling                | 2003                                            | PS2, Xbox                                              |
| South Park                                      | 1999                                            | PS, N64, PC                                            |
| w:South Park Rally                              | 2000                                            | PS, N64, PC, ドリームキャスト                          |
| w:South Park: Chef's Luv Shack                  | 1999                                            | PS, N64, PC, ドリームキャスト                          |
| w:Spider-Man: Return of the Sinister Six        | 1992年10月 (NES, MS) 1993年 (GG)                | NES, Master System, Game Gear                          |
| w:Spider-Man and the X-Men: Arcade's Revenge    |                                                 | SNES, メガドライブ/ジェネシス, Game Gear, Game Boy     |
| Spider-Man: The Animated Series                 |                                                 | SNES, メガドライブ/ジェネシス                          |
| w:Summer Heat Beach Volleyball                  | 2001                                            | PS2                                                    |
| The Simpsons: Bart Meets Radioactive Man        |                                                 | NES, Game Gear                                         |
| w:The Simpsons: Bart vs. the Space Mutants      |                                                 | NES, Master System, メガドライブ/ジェネシス, Game Gear |
| w:Bart vs. The Juggernauts                      |                                                 | GB                                                     |
| w:Trickstyle                                    | 1999                                            | Dreamcast, PC                                          |
| w:Trog!                                         |                                                 | NES                                                    |
| w:Turok 3: Shadow of Oblivion                   | 2000                                            | N64, GBC                                               |
| w:Turok: Rage Wars                              | 1999                                            | N64, GBC                                               |
| w:Turok: Evolution                              | 2002                                            | PS2, Xbox, GameCube, PC                                |
| w:Venom/Spider-Man: Separation Anxiety          | 1995                                            | SNES, メガドライブ/ジェネシス, PC                      |
| WWF Wrestlemania                                | 1988                                            | NES                                                    |
| w:WWF War Zone                                  | 1998                                            | PS/N64（セガサターン版の予定もあったがキャンセル）     |
| w:WWF Attitude                                  | 1999                                            | PS, N64, Dreamcast                                     |
| w:Vexx                                          | 2003                                            | PS2, Xbox, GameCube                                    |
| Virtua Tennis 2                                 | 2002                                            | PS2版のみ                                              |
| X-MEN Children of The Atom（発売元：カプコン）  | 1995                                            | セガサターン/PC/PlayStation                            |

| タイトル                              | ゲーム機                         |
| ------------------------------------- | -------------------------------- |
| BIGFOOT                               | ファミリーコンピュータ           |
| エフ FLYING HUNTERS                   | NINTENDO 64                      |
| 行け!稲中卓球部                       | セガサターン、PlayStation        |
| イッチー&スクラッチー                 | ゲームボーイ                     |
| イッチー＆スクラッチー グリグリ大追跡 | メガドライブ                     |
| KID ON SITE                           | スーパー32XCD                    |
| マジック・ザ・ギャザリング            | セガサターン、PlayStation        |
| モンスタートラック                    | スーパーファミコン、メガドライブ |
| NHL Breakaway                         | セガサターン                     |
| ナイスショット                        | セガサターン、PlayStation        |
| SLAM CITY                             | スーパー32XCD                    |
| スーパーフルメタル                    | スーパーファミコン               |
| SUPREME WARRIOR                       | スーパー32XCD                    |

## 関わったハード一覧
| 作品名                            | 発売日 | プラットフォーム                 |
| --------------------------------- | ------ | -------------------------------- |
| DUAL TURBO コードレスコントローラ | 1993年 | スーパーファミコン、メガドライブ |